# Barraca de la Cova Miserachs I
La barraca de la Cova Miserachs I  és una barraca de vinya situada al municipi de Subirats (Alt Penedès), sota la cova de Miserachs, entre les cases de la Guàrdia i Can Mata del Racó. Sembla de construcció recent.
És una construcció aixecada en pedra seca situada enmig d'una feixa de vinya abandonada, de planta rodona, perfectament cilíndrica, amb un diàmetre interior màxim d'uns 2,5 m. La construcció és de la tipologia de sostre de falsa volta, típic en aquestes edificacions (acostament de filades de pedra seca, sense cap mena de material d'unió, i amb una gran llosa per tapar el sostre). La porta no presenta llinda, sinó que el llindar d'entrada està conformat a partir de les mateixes pedres de la paret. Aquesta barraca disposa d'una porta de metall que tanca l'edifici, senyal de la cura que en tenen els seus propietaris. El portal està orientat al sud-oest.
A la part superior de la barraca, una filada de pedres molt ben disposada, a mode de cornisa, separa el cos de la barraca del sostre, cobert de terra amb lliris plantats.